# روژه د بکلار
روژه د بکلار (انگلیسی: Roger De Beukelaer؛ زادهٔ ۱۶ مهٔ ۱۹۵۱) دوچرخه‌سوار اهل بلژیک است.